# Неводна
Неводна (пол. Niewodna) — село в Польщі, у гміні Вішньова Стрижівського повіту Підкарпатського воєводства.
Населення — 612 осіб (2011).

## Етнографія
Лінгвісти зараховували українців даної місцевості до «замішанців» — проміжної групи між лемками і надсянцями.

## Історія
Українці-грекокатолики села поступово зазнавали процесів латинізації та подальшої полонізації. Вони належали до парафії Опарівка Короснянського деканату.
Після Другої світової війни село опинилось на теренах ПНР.
У 1975-1998 роках село належало до Ряшівського воєводства.

## Демографія
Демографічна структура станом на 31 березня 2011 року:
|          | Загалом | Допрацездатний вік | Працездатний вік | Постпрацездатний вік |
| -------- | ------- | ------------------ | ---------------- | -------------------- |
| Чоловіки | 304     | 66                 | 205              | 33                   |
| Жінки    | 308     | 60                 | 175              | 73                   |
| Разом    | 612     | 126                | 380              | 106                  |